# 让·赫肖尔特
让·皮埃尔·卡尔·比龙（法語：Jean Pierre Carl Buron，1886年7月12日—1956年6月2日），一般称让·赫肖尔特（Jean Hersholt），男，法国和丹麦裔美国演员。曾获得塞西尔·B·德米尔奖。